# Cesta Karla Jaromíra Erbena
 Turistická značená trasa 0427 je červeně značená trasa Klubu českých turistů určená pro pěší turistiku vedená v Podkrkonoší v Královéhradeckém kraji. Je dlouhá 35 km. Nese jméno Karla Jaromíra Erbena, rodáka z místního kraje. Prochází okresy Trutnov a Jičín.
| Km   | bod                                 | navazující, křižující trasy | souřadnice                        | nadm. výška |
| 0    | Dvůr Králové nad Labem, BUS         | 0426, 1820, 1862, 7288      | 50°25′45″ s. š., 15°49′2″ v. d.*  | 290 m *     |
| 5,5  | Pod Dehtovem                        | 4247, 7291                  | 50°25′44″ s. š., 15°44′55″ v. d.* | 415 m *     |
|      | Dehtov                              |                             | 50°25′30″ s. š., 15°44′3″ v. d.*  | 480 m *     |
| 10   | Miletínské Lázně                    | 1865                        | 50°25′3″ s. š., 15°41′23″ v. d.*  | 390 m *     |
| 12   | Miletín, nám.                       | 0440, 1865, 4245            | 50°24′16″ s. š., 15°40′58″ v. d.* | 320 m *     |
|      | Miletín, rozc.                      | 1865, 4245                  | 50°24′24″ s. š., 15°40′34″ v. d.* | 325 m *     |
| 14,5 | U Miletínka                         | 1865                        | 50°24′23″ s. š., 15°39′18″ v. d.* | 340 m *     |
| 19   | Byšičky, kostel                     | 7287                        | 50°25′12″ s. š., 15°36′43″ v. d.* | 330 m *     |
| 21,5 | Lázně Bělohrad, nám.                | 1865, 1866, 4552, 7293      | 50°25′44″ s. š., 15°35′ v. d.*    | 295 m *     |
|      | Svatojanský Újezd                   |                             | 50°25′33″ s. š., 15°32′31″ v. d.* | 321 m *     |
| 29   | Hřídelec, BUS                       | 1870                        | 50°26′55″ s. š., 15°32′10″ v. d.* | 350 m *     |
|      | Hřídelec, u rybníčka                | 1870                        | 50°27′ s. š., 15°31′56″ v. d.*    | 380 m *     |
|      | Hřebenová cesta – Lužany , Studénka |                             | 50°27′7″ s. š., 15°29′53″ v. d.*  | 445 m *     |
|      | Mokřice                             |                             | 50°26′52″ s. š., 15°29′4″ v. d.*  | 425 m *     |
| 35   | Stav, u kostelíčka                  | 4254, 7295                  | 50°27′13″ s. š., 15°29′2″ v. d.*  | 402 m *     |

* přibližný údaj